# WWVA Jamboree

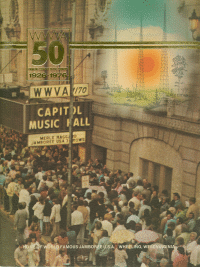
Faça de des studios WWVA-AM

WWVA Jamboree (renommé Jamboree U.S.A. dans les années 1960) est une émission radiophonique américaine parmi les premières à diffuser de la musique country de 1933 à 2007. Elle fut diffusée de Wheeling sur WWVA-AM, la première station radio de Virginie-Occidentale.